# Elisabeth van Savoye-Carignano

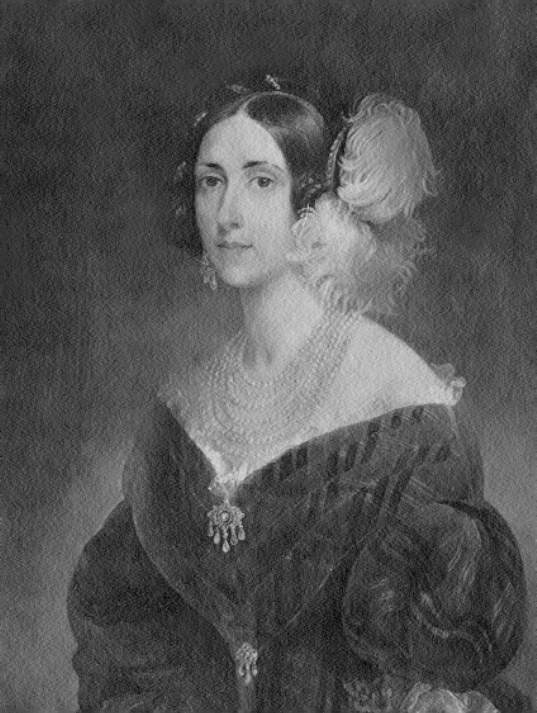
Maria Elisabeth van Savoye-Carignano

Maria Francisca Elisabeth Charlotte Jozefine (Parijs, 13 april 1800 – Bozen, 25 december 1856) was prinses van Savoye. Ze was een dochter van prins Karel Emanuel van Savoye, prins van Carignano en diens vrouw Maria Christina van Saksen en een zuster van de latere koning Karel Albert van Sardinië. 

## Huwelijk en kinderen
Op 28 mei 1820 huwde zij te Praag met aartshertog Reinier van Oostenrijk (1783 – 1853), zoon van keizer Leopold II. Zij kregen samen acht kinderen:
- Maria Caroline (Milaan, 6 februari 1821 – aldaar, 23 januari 1844)
- Adelheid (1822 – 1855); ∞ (1842) kroonprins Victor Emanuel van Sardinië (1820 – 1878)
- Leopold (Milaan, 6 juni 1823 – Hörnstein, 24 mei 1898)
- Ernst (1824 – 1899); ∞ (1858) Laura Skublics de Velike et Bessenyö (1826 – 1865)
- Sigismund (Milaan, 7 januari 1826 – Wenen, 15 december 1891)
- Reinier (1827 – 1913); ∞ (1852) aartshertogin Maria Caroline van Oostenrijk (1825 – 1915)
- Hendrik (1828 – 1891); ∞ (1868) Leopoldine Hofmann (1842 – 1891)
- Maximiliaan (Milaan, 16 januari 1830 – aldaar, 16 maart 1839)